# György Almásy

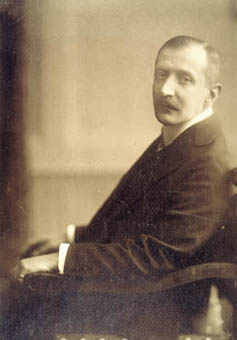
György Almásy

György Ede Almásy von Zsadány und Törökszentmiklós (oft nur György Almásy oder Georg von Almásy, * 11. August 1867 in Felsőlendva, Königreich Ungarn; † 23. September 1933 in Graz) war ein ungarischer Forschungsreisender, Zoologe und Ethnograph.

## Leben und Wirken
György Ede Almásy stammte aus der ungarischen Adelsfamilie Almásy und wurde auf dem Schloss in Felsőlendva (heute Grad, Slowenien) geboren. Sein Vater war Ede Almásy von Zsadány (1836–1917), seine Mutter Ilona geb. Teschenberg-Kluger (1839–1890). Der Vater war Mitbegründer der Ungarischen Geographischen Gesellschaft.
György Almásy heiratete am 3. März 1891 Ilona Pittoni. Aus dieser Ehe gingen die Kinder Györgyike von Althaus (1892–1954), János Almásy (1893–1968) und Ladislaus Almásy (1895–1951) hervor.
György Almásy studierte zunächst Jura und promovierte anschließend an der Universität Graz, doch galt sein eigentliches Interesse den Naturwissenschaften. Seine Promotion schloss er in Graz am 24. März 1893 ab. Zusammen mit seinem Freund und Lehrmeister Stefan von Chernel zu Chernelhaza (1865–1922) machte er ornithologische Beobachtungen und trug eine beachtliche Sammlung von Vogelbälgen auf Burg Bernstein zusammen. Gemeinsam mit Chernel besuchte er Westungarn, die Gegend um Diósjenő im Komitat Nógrád, sowie das Gebiet um Temeskubin. Während Chernel als introvertierter und sorgfältiger Forscher galt, eilte Almásy der Ruf eines eher unausgeglichenen Charakters mit einem sprunghaften Temperament voraus. Trotzdem sah Ottó Herman in den beiden die Zukunft der Königlich Ungarischen Ornithologischen Zentrale. Während Chernel Hermans Nachfolger wurde, erfüllte Almásy aufgrund seines Charakters diese Erwartungen nie. In Briefwechseln zwischen Almásy, Herman und Chernel zeigte sich, dass es Spannungen zwischen Herman und Almásy über die Ausrichtung der Zentrale gab. Während Almásy ein zoologisches Forschungsinstitut vorschwebte, zog es Herman vor, sich ausschließlich der Vogelforschung zu widmen. Für Almásy war dies Grund genug, keine Stelle in der Zentrale anzunehmen.
Nach dem Tod seines Freundes Chernel erschien 1922 in der Fachzeitschrift Aquila. A magyar madártan központi folyóirata ein Nachruf von Almásy auf diesen. Hierin schrieb er:

„Auf hunderten von Exkursionen in unserem schönen Heimatlande in den Sumpfwildnissen Südungarns, im Busch und Rohr des Neusiedlerseegebietes und das Hanyság, in den Brutkolonien des Velencze-er Sees, in den Auwäldern der Donau, im Berg- und Hügelgelände West-und Nordungarns war es mir vergönnt, forschend oder jagend Begleiter und Schüler Stephan von Chernels zu sein. Und aber hunderte von genussreichen, gemeinsamen Stunden verbrachte ich mit ihm im Dienste der Theorie am Arbeitstische, messend, vergleichend, Datenmaterial austauschend.“

Als 1891 der II. Internationale Ornithologen-Kongress in Budapest stattfand, wurde dort beschlossen, alle noch vorhandenen Brutkolonien der Vögel Europas zu kartographieren. Das Ministerium für Kultur und Unterricht betraute Almásy mit der Aufgabe. Dieser begann seine Arbeit umgehend und sandte Vorarbeiten an die Zentrale, die von Gaszton Gaál (1868–1932) registriert wurde. Diese Aufzeichnungen gingen mit der Bitte um Vervollständigung zurück an Almásy und sind seit diesem Zeitpunkt nicht mehr aufgetaucht.
Am 20. März 1897 brach Almásy zu seiner ersten größeren Forschungsreise auf. Bereits am 2. Juni meldete er sich bei Herman mit einem Bericht um seinen zweimonatigen Aufenthalt in der Dobrudscha. In einem kurzen Artikel in Aquila mit dem Titel Ornithologische Durchforstung der Dobrudscha erschien zunächst ein kurzer Abriss seiner Ergebnisse. 1898 folgte dann mit Ornithologische Recognoscirung der rumänischen Dobrudscha eine längere Abhandlung zu dieser Reise.
Gemeinsam mit Otmar Reiser beschrieb er 1898 die Rohrammerunterart Emberiza schoeniclus tschusii.
Diese Dobrudscha-Reise weckte in ihm den Wunsch, fernere Ziele zu erkunden. So folgte im Jahr 1900 seine erste Reise in den Tian Shan. Er wählte dieses Ziel, da viele Forschungsreisende zwar nach Zentralasien aufbrachen, aber alle dieses Hochgebirge mieden. Erst kurze Zeit später folgte dann Gottfried Merzbacher seinen Wegen.
Da ihm die russischen Behörden auf dieser Reise die Überschreitung der chinesischen Grenze verweigerten, brach er 1906 zu einer zweiten Reise in dieses Gebiet auf. Dieses Mal gelang ihm der Grenzübertritt. Almásy gab sich als gewiefter Diplomat, der sowohl mit dem einfachen Volk der Kirgisen auskam, als auch russische Grenzbehörden einwickeln konnte. So lernte er die kirgisische Sprache und verbrachte während einer schweren Krankheit den Winter mit diesem Volk im Hochgebirge.
Weniger Diplomatie zeigte er bei seinen Reisebegleitern. So trennten sich 1900 die Wege mit Rudolf Stummer Ritter von Traunfels (1866–1961) und 1906 mit Prinz Gyula (1882–1973) bzw. Herbert von Archer, die schließlich andere Reiserouten einschlugen.
Neben Forschungsreisen beschäftigte er sich auch mit taxonomischen Fragen. So publizierte er u. a. in Addenda zur Ornis Ungarns II. Über die Formen der Untergattung Budytes beispielsweise über die Schafstelze (Motacilla flava) und in Einige Addenda zur Ornis Ungarns über die Heidelerche (Lullula arborea). Almásy kritisierte zwar, dass Josef Prokop Pražák 1895 nur auf Basis eines Typusexemplars Lullula arborea cherneli beschrieben hatte, doch war er mit ihm einer Meinung, dass er sich hierbei um eine neue Unterart handelt. Da er trotzdem Zweifel hegte, schickte er mehrere Bälge an Richard Bowdler Sharpe, der erkannte, dass alle Bälge der Unterart im Frühling und Sommer gesammelt wurden, eine Zeit in der das Federkleid deutlich blasser ist. Somit kam Sharpe zu dem Schluss, dass die Unterart in Wirklichkeit der Nominatform entsprach. In solchen Fragen war er beständig in Korrespondenz mit anderen einflussreichen Ornithologen wie Victor von Tschusi zu Schmidhoffen (1847–1924), Ludwig von Lorenz-Liburnau (1856–1943), Otmar Reiser oder Gyula Madarász (1858–1931).
Bedingt durch den normalen Lauf der Dinge und den Ersten Weltkrieg wandte sich Almásy zunächst anderen Aufgaben zu. So schrieb er in seinem Vortrag Instinkt und Intellekt als Anpassungen und als Wachstumsbahnen im Rahmen des X. Internationalen Ornithologen-Kongresses 1927 in Budapest im Vorwort:

„Das Thema, über welches ich heute vor Ihnen zu sprechen der Ehre teilhaftig bin, umfaßt einen kurzen Auszug aus einer umfangreichen Arbeit, die von mir schon vor vielen Jahren in Angriff genommen worden ist, deren Beendigung aber durch allerlei Zufälle – nicht zuletzt durch die Kriegs- und Nachkriegszeit – in unliebsamer Weise hinausgeschoben und verzögert wurde.“

Den Vortrag hielt Henrik Dorning (1880–1960), da Almásy krankheitsbedingt am Kongress nicht teilnehmen konnte.
Sein Hauptaugenmerk richtete sich nunmehr auf die Maschinenkonstruktion, wahrscheinlich der Grund warum sein Sohn Ladislaus einen ähnlichen Berufsweg einschlug. Mit Hilfe eines mitgebrachten Kirgisen publizierte er seine Erkenntnisse zum kirgisischen Epos Der Abschied des Helden Manas von seinem Sohne Sémetéj und betrieb kirgisische Sprachstudien.
Seine reichen Balgsammlungen gingen, bis auf die Bälge der zweiten Tian-Shan-Reise, an das Museum Mensch und Natur in München. Die Bälge der zweiten Reise blieben am Ungarischen Naturwissenschaftlichen Museum und wurden erst spät von András Keve gesichtet.
Angeblich schrieb Almásy sich im reifen Mannesalter zum zweiten Mal an der Universität in Graz ein und promovierte zum Dr. phil. Es könnte sein, dass Almásy die Promotion zwar geplant hatte, aber vor Fertigstellung von A vitalisztikus természetelméletnek metodologiája és megismerésbírálati tárgyalása új alapokon (Methodik einer vitalistischen Naturtheorie und das kognitive Urteil auf neuen Grundlagen) verstarb. Das Thema würde zu seinem Beitrag am X. Internationaler Ornithologen-Kongress passen. Im September 1933 verstarb er im Alter von 66 Jahren in Graz.

## Dedikationsnamen
Die von Ludwig von Lorenz-Liburnau im Jahr 1907 beschriebene Unterart Capra sibirica almasyi gilt heute als Synonym für die Nominatform des Sibirischen Steinbocks. Bei der von Andreas Keve 1943 beschriebenen Unterart Alauda arvensis almasyi handelt es sich um die Feldlerchenunterart (Alauda arvensis dulcivox Hume, 1872). Géza von Horváth ehrte ihn 1904 in der Zwergzikadenart Rhytidodus almasyi, Desider Kuthy 1905 in der Heuschreckenart Conophyma almasyi. Eugen von Daday nannte 1904 eine Ostrakodenart Potamocypris almasyi, ein Name der heute als Synonym für Potamocypris arcuata (Sars, 1903) steht.

## Publikationen (Auswahl)
- Einige Addenda zur Ornis Ungarns. In: Aquila. A magyar madártan központi folyóirata. Band 3, 1896, S. 209–216 (biodiversitylibrary.org).
- Ornithologisches und taxidermistisches von der Milleniums-Ausstellung. In: Ornithologisches Jahrbuch. Band 7, Nr. 6, 1896, S. 205–227 (biodiversitylibrary.org).
- Einige Schlussworte zu meinem Milleniumberichte. In: Ornithologisches Jahrbuch. Band 8, Nr. 2/3, 1897, S. 103–108 (biodiversitylibrary.org).
- Ornithologische Durchforstung der Dobrudscha. In: Aquila. A magyar madártan központi folyóirata. Band 4, 1897, S. 173–176 (biodiversitylibrary.org).
- mit  Otmar Reiser: Emberiza schoeniclus tschusii n. subsp. In: Aquila. A magyar madártan központi folyóirata. Band 5, 1898, S. 122–125 (biodiversitylibrary.org).
- Betekintés a román Dobrudsába. In: Természettudományi közlöny. Band 30, 1898, S. 169–192 (epa.oszk.hu [PDF; 1,9 MB]).
- Addenda zur Ornis Ungarns II. Über die Formen  der Untergattung Budytes. In: Ornithologisches Jahrbuch. Band 9, Nr. 3, 1898, S. 83–112 (biodiversitylibrary.org).
- Ornithologische Recognoscirung der rumänischen Dobrudscha. In: Aquila. A magyar madártan központi folyóirata. Band 8, 1898, S. 1–207 (biodiversitylibrary.org).
- Rezension: Chernelházi Chernel István. Magyarország Madarai, Bülönös tekintettel gazdasági jelentöségricke. In: Ornithologisches Jahrbuch. Band 11, Nr. 2/3, 1900, S. 106–118 (biodiversitylibrary.org).
- Vorläufiger Bericht über eine im Sommer 1900 in das Gouvernement Szemirjetschensk (Russisch-Turkestan) unternommene zoologische Expedition. In: Aquila. A magyar madártan központi folyóirata. Band 8, 1901, S. 181–187 (biodiversitylibrary.org).
- Utazásom orosz Turkesztánba. In: Természettudományi közlöny. Band 33, 1901, S. 537–555.
- Utazásom orosz Turkesztánba. Pesti Lloyd-Társulat könyvnyomdája, Budapest 1901.
- Reise nach Westturkestan und den Zentralen Tienschan. In: Mittheilungen der kaiserlich-königlichen geographisen Gesellschaft in Wien. Band 44, Nr. 9/10, 1901, S. 239–261.
- Linguistische Bemerkungen zum Kara-Kirgisischen. In: Keleti Szemle. Band 2, 1901, S. 108–122.
- Beobachtungen über den Bartgeier (Gypaetus barbatus) im Zentralen Tien-Schan. In: Mitteilungen des Österreichischen Reichsbundes für Vogelkunde und Vogelschutz in Wien. Band 1, Nr. 4, 1901, S. 22–23.
- Jelentés a tiensani turomânyos utazâsomrol. In: Magyar Tudományos Akadémia, Mathematikai és Természettudományi Értesítő. Band 19, 1901, S. 196–209.
- Utazasom orosz Turkesztaba. In: Természettudományi Közlöny. Band 33, Nr. 385, 1901, S. 537–555 (real-j.mtak.hu537 [PDF; 14,7 MB]).
- Reise nach Westturkestan und den Zentralen Tienschan. In: Mittheilungen der kaiserlich-königlichen geographisen Gesellschaft in Wien. Band 44, Nr. 9/10, 1901, S. 239–261.
- Kara-Kirgiz nyelvészeti jegyzetek. In: Keleti Szemle. Band 2, Nr. 9/10, 1901, S. 108–122 (babel.hathitrust.org).
- Le Turkestan oriental et le massif central du Tien-Chan. Traduit de l'allemand par F. Grua. In: Le Mouvement géographique: journal populaire des sciences géographiques. Band 19, 1902, S. 142–144.
- Central Asien die Urheimat der Turkvölker. In: Keleti Szemle. Band 3, 1902, S. 179–207.
- Vándor-utam Ázsia szívébe. In: Természettudományi Könyvkiadó-Vállalat A.M. Tud. Akadémia Segítkezésével Kiadjá A.K .M Természettudományi Társulat. Band 72, 1903 (library.hungaricana.hu).
- Állati élet Ázsia szívében. In: Természettudományi közlöny. Band 35, Nr. 412, 1903, S. 103–109 (epa.oszk.hu [PDF; 18,3 MB]).
- A kara-kirgizek ornamentikája. In: A Magyar Nemzeti Múzeum Néprajzi Osztályának Értesítõje. Band 5, 1904, S. 165–185.
- A kara-kirgizek ornamentikája. In: A Magyar Nemzeti Múzeum Néprajzi Osztályának Értesítõje. Band 5, 1904, S. 213–233.
- A közép-ázsiai vasúton. In: Uránia - Népszerű tudományos folyóirat. Band 5, Nr. 3, 1904, S. 103–109 (adtplus.arcanum.hu).
- Der Abschied des Helden Manas von seinem Sohne Sémetéj. In: Keleti Szemle. Band 12, 1911, S. 215–223.
- Chernelházi Chernel István. In: Aquila. A magyar madártan központi folyóirata. Band 28, 1922, S. 7–21 (biodiversitylibrary.org).
- Storchzug über das Hochgebirge. In: Ornithologische Monatsberichte. Band 32, Nr. 2, 1924, S. 30–31.
- Schmidhoffeni Tschusi Viktor lovag, 1847–1923. In: Aquila. A magyar madártan központi folyóirata. Band 30/31, 1924, S. 363–366 (biodiversitylibrary.org).
- Viktor Ritter von Tschusi zu Schmidhofen, 1847–1923. In: Aquila. A magyar madártan központi folyóirata. Band 30/31, 1924, S. 367–370 (biodiversitylibrary.org).
- in Ernö Csiki: Instinkt und Intellekt als Anpassungen und als Wachstumsbahnen in Xe Congrès international de zoologie, tenu à Budapest du 4 au 10 septembre 1927. Imprimerie Stephaneum, Budapest 1929, S. 510–529.
- Beizjagd in Mittelasien. In: Deutscher Falkenorden. Band 4, 1930, S. 5–9.